# Андрес Піко
Андре́с Пі́ко (ісп. Andrés Pico, 1810 — 1876) — каліфорнієць XIX століття мексиканського походження.
У 1845 році Андрес Піко і Хуан Мансо отримали дев'ятирічний орендний договір на долину Сан-Фернандо. Піко керував ранчо, на якому вирощувалася велика рогата худоба, з Лос-Анджелеса.
Протягом Американо-мексиканської війни, Піко командував мексиканськими силами в Каліфорнії і був губернатором Верхньої Каліфорнії на противагу до американського тимчасового уряду. У 1846 Піко здійснив успішну атаку на сили під командою американського генерала Стівена Карні біля містечка Сан-Паскаль (Битва при Сан-Паскалі). Проте, не маючи достатніх сил протистояти американцям і під стахом що Карні може розстріляти його, 13 січня 1847 року Піко з американським офіцером Джоном Фремонтом підписав Договір Кауенга, який поклав кінець війні в Каліфорнії.
Після того, як Каліфорнія стала штатом США, Піко залишився в Каліфорнії і зберіг свої земельні володіння, та пізніше (1860—1861) займав посаду сенатора від Каліфорнії як представник демократів і захисник рабства.
Андрес Піко був братом Піо де Хесуса Піко, попереднього і останнього офіційно призначеного губернатора мексиканської Верхньої Каліфорнії. Андрес Піко ніколи не був одружений, але усиновив кількох дітей.
1. ↑  GeneaStar